# Florence von Hoffmann
Clementine Helene Amelie Florence von Hoffmann geb. Brinck (* 22. März 1891 in Berlin; † 10. Juni 1977 in Bückeburg) war  eine deutsche Politikerin (CDU) und Abgeordnete des Niedersächsischen Landtages.

## Leben
Florence von Hoffmann wurde in Berlin als Tochter eines Offiziers und einer Auslandsdeutschen geboren. Die Familie unternahm daher viele Reisen ins Ausland und hatte häufige Wohnortwechsel in Deutschland. Seit 1904 lebte sie in Bückeburg. Nach Schulabschluss folgte der Besuch des Lyzeums in Minden zur Ausbildung als Lehrerin. Im Ersten Weltkrieg 1914 bis 1918 folgte eine pflegerische und soziale Betätigung. Danach war sie in Vorständen von Vereinen und Verbänden tätig. Von 1920 bis 1933 arbeitete sie als Journalistin. Danach als Schriftstellerin und freie Mitarbeiterin an Berliner Zeitungen und Frauenzeitschriften. Seit 1922 lebte sie in Dresden, musste aber nach dem großen Luftangriff im Februar 1945 nach Bückeburg zurückkehren. Sie war verwitwet und hatte zwei Kinder. Florence von Hoffmann verstarb am 10. Juni 1977 in Bückeburg.

## Politik
Florence von Hoffmann war Mitglied der CDU seit 1946. Von 1946 bis 1952 war sie Stadtverordnete und Kreistagsabgeordnete in Schaumburg-Lippe und dabei Mitglied des Landesfrauenausschusses. Sie war Mitglied des Niedersächsischen Landtages der 3. Wahlperiode vom 6. Mai 1955 bis zum 5. Mai 1959.